# Чирва, Степан Никитович
Степан Никитович Чирва (26 декабря 1907, Ровное, Херсонская губерния — 2 сентября 1983, Ессентуки, Ставропольский край) — советский военачальник, полковник (04.02.1944)

## Биография
Родился 26 декабря 1907 года в селе Ровное. Украинец.

### Военная служба

#### Межвоенные годы
В июне 1929 года через Кировоградский окружной Осоавиахим поступил в Ленинградскую военно-авиационную школу авиамехаников. После её окончания в июне 1930 года откомандирован в 3-ю военную школу летчиков и летнабов им. К. Е. Ворошилова в городе Оренбург для обучения практическим полётам, по завершении учёбы в декабре 1931 года назначен в 1-ю Краснознаменную истребительную авиаэскадрилью ВВС ЛВО в городе Гатчина. В этой эскадрилье служил более шести лет, занимая должности младшего и старшего лётчика, командира звена. В период с 13 июня по 19 августа 1932 года находился на КУКС ПВО при Школе зенитной артиллерии в городе Севастополь. Член ВКП(б) с 1932 года. В январе 1934 года эскадрилья убыла на Дальний Восток, где по прибытии она вошла в состав 50-й авиабригады ВВС ОКДВА. Здесь Чирва проходил службу в должностях командира звена, врио командира авиаотряда, инструктора по технике пилотирования. 10 июля 1937 года он назначен военкомом 20-й истребительной авиаэскадрильи в составе 51-й авиабригады в городе Спасск. С 18 января по 20 мая 1938 года находился на курсах комиссаров полков, затем вернулся на прежнюю должность. При реорганизации 20-й истребительной авиаэскадрильи был назначен военкомом 1-й эскадрильи 48-го истребительного авиаполка в составе ВВС 1-й Отдельной Краснознаменной армии Дальневосточного фронта, с сентября 1938 года вступил во временное командование этой эскадрильей. В октябре переведён помощником командира 15-й отдельной авиаэскадрильи, базировавшейся на острове Сахалин. С 10 июня
1939 года командовал 14-м истребительным авиаполком 31-й смешанной авиадивизии в составе ВВС 2-й Отдельной Краснознаменной армии. В марте 1941 года назначен инспектором по технике пилотирования этой дивизии. С 21 июня 1941 года дивизия начала передислокацию на запад.

#### Великая Отечественная война
11 июля 1941 года в составе 31-й смешанной авиадивизии Чирва прибыл на Северо-Западный фронт в район станции Бологое, а уже 15 июля был назначен командиром 247-го истребительного полка этой дивизии. В середине августа Чирва направлен в город Рыбинск для формирования полка на новой материальной части. В период с 24 августа по 20 сентября сформировал 520-й истребительный авиаполк, с которым затем убыл на Волховский фронт. Полк вошёл во 2-ю резервную авиагруппу и в её составе воевал вплоть до апреля 1942 года. В апреле полк был перебазирован в ПриВО на пополнение и переучивание. 5 сентября он убыл на Сталинградский фронт, где вошёл в состав 283-й истребительной авиадивизии 16-й воздушной армии. За отличия в боях под Сталинградом 520-й истребительный авиаполк 8 февраля 1943 года был преобразован в 56-й гвардейский с присвоением наименования «Алтуховский». Этим полком майор Чирва командовал до декабря 1943 года Полк вёл боевые действия на Центральном и Белорусском фронтах, участвовал в Курской битве, освобождении Левобережной Украины на конотопско-киевском и черниговско-мозырском направлениях и битве за Днепр.
В декабре 1943 года подполковник Чирва как лучший командир полка был назначен командиром 283-й истребительной авиационной Камышинской Краснознаменной дивизии и в этой должности находился до конца войны. В составе 16-й воздушной армии Белорусского, а с февраля 1944 года — 1-го Белорусского фронта она принимала участие в операциях на мозырском и калинковичском направлениях, в освобождении Левобережной Украины и восточных районов Белоруссии, в Белорусской, Варшавско-Познанской, Восточно-Померанской и Берлинской наступательных операциях. Основными задачами были сопровождение штурмовиков и бомбардировщиков, разведка войск противника, прикрытие своих войск, вылеты на «свободную охоту» и перехват вражеских самолётов.
Во время Берлинской операции личный состав 283-й ИАД захватил Центральный Берлинский аэродром, а затем аэродром Гутергарц, в районе которого взял в плен 512 солдат и заместителя коменданта острова Ванзей.
283-я истребительная авиадивизия, руководимая гвардии полковником Чирва совершила к концу войны около 60 тысяч боевых вылетов и уничтожила более 1000 самолётов.
Во время войны Чирва совершил 94 боевых вылета и сбил два немецких самолёта.
Комдив Чирва за время войны был пять раз персонально упомянут в благодарственных приказах Верховного Главнокомандующего.

#### Послевоенное время
После войны 283-я истребительная авиадивизия была передислоцирована из Германии в ЗакВО, где вошла в состав 11-й воздушной армии. В период с 20 сентября 1945 года по 8 мая 1946 года полковник Чирва находился на 6-месячных курсах усовершенствования командиров и начальников штабов авиадивизий, затем вернулся в дивизию. 24 июня 1947 года он был отстранён от должности за большую аварийность и низкое состояние воинской дисциплины в дивизии и в июле назначен заместителем командира по лётной части 8-й гвардейской истребительной авиадивизии в составе 5-го истребительного авиакорпуса 7-й воздушной армии. С декабря 1948 года — в распоряжении ДОСААФ. С февраля 1949 года исполнял должность начальника Кузнецкого учебного центра ДОСААФ, с декабря 1952 года — начальника Казанского аэроклуба ДОСААФ. Приказом Минобороны № 0118 от 8 января 1955 года гвардии полковник Чирва уволен в запас.
После войны жил в Таганроге, почётный гражданин города. Потом жил в Ростове-на-Дону, а затем в городе Ессентуки. Умер 2 сентября 1983 года.

## Награды
- два ордена Ленина (05.11.1954[6])
- четыре ордена Красного Знамени (25.11.1942[7], 30.01.1943[8], 21.01.1944[9], 15.11.1950[6])
- два ордена Суворова II степени (06.04.1945[10], 29.05.1945[4])
- орден Кутузова II степени (23.07.1944)[11]
- Орден Красной Звезды (03.11.1944)[6]

медали в том числе:
- - «За оборону Ленинграда» (1942)[4]
  - «За оборону Сталинграда» (1942)[4]
  - «За победу над Германией в Великой Отечественной войне 1941—1945 гг.»
  - «За взятие Берлина»
  - «За освобождение Варшавы»
  - «Ветеран Вооружённых Сил СССР»
- знак «50 лет пребывания в КПСС»

Приказы (благодарности) Верховного Главнокомандующего в которых отмечен С. Н. Чирва.
- За форсирование реки Друть и прорыв сильной, глубоко эшелонированной обороны противника на фронте протяжением 30 километров и продвижение в глубину до 12 километров, а также захват более 100 населённых пунктов, среди которых Ректа, Озеране, Веричев, Заполье, Заболотье, Кнышевичи, Моисеевка, Мушичи, и блокирование железной дороги Бобруйск — Лунинец в районе ст. Мошна, Черные Броды. 25 июня 1944 года № 118.
- За овладение штурмом городом и крупной железнодорожной станцией Бобруйск — важным узлом коммуникаций и мощным опорным пунктом обороны немцев, прикрывающим направления на Минск и Барановичи. 29 июня 1944 года № 125.
- За овладение областным центром Белоруссии городом Барановичи — важным железнодорожным узлом и мощным укрепленным районом обороны немцев, прикрывающим направления на Белосток и Брест. 8 июля 1944 года № 132.
- За овладение штурмом овладели крупным промышленным центром Польши городом Радом — важным узлом коммуникаций и сильным опорным пунктом обороны немцев. 16 января 1945 года. № 222.
- За овладение крупнейшим промышленным центром Польши городом Лодзь и городами Кутно, Томашув (Томашов), Гостынин и Ленчица — важными узлами коммуникаций и опорными пунктами обороны немцев. 19 января 1945 года. № 233.

Почетные звания
Почётный гражданин города Таганрога